# Babka karłowata
Babka karłowata (Brachygobius nunus) – gatunek ryby z rodziny babkowatych (Gobiidae). Bywa hodowany w akwarium morskim.
Do Europy dotarły w roku 1905. W Polsce pojawiły się w latach 1975-76 (niepotwierdzone dane mówią o roku 1950).

## Występowanie
Występuje w słonych, słonawych, niekiedy w słodkich wodach na obszarze Azji Południowo-Wschodniej (Indie, Birma, Tajlandia, Półwysep Malajski i Indonezja po Borneo.) Notowana w Bangladeszu. Spotykano ją w ujściach rzek, wśród namorzynów oraz w zatokach jak również na ryżowiskach.

## Opis
Ciało krępe, w tylnej części bardziej bocznie spłaszczone. Głowa dość szeroka i krótka. Otwór gębowy skierowany ku górze, w szczęce umiejscowione jest kilka rzędów malutkich zębów.
Na tle żółtopomarańczowego koloru ciała występują cztery poprzeczne, ciemnobrązowe do czarnego koloru szerokie pasy.
Na grzbiecie występują dwie płetwy co wskazuje na morski charakter życia ryby. Pierwsza z nich posiada promienie twarde, druga zaopatrzona jest w miękkie promienie.
Cechą charakterystyczną tego gatunku są  zrośnięte płetwy brzuszne, które pozwalają przyczepiać się do przedmiotów. Takie przyssanie się umożliwia utrzymanie w miejscu w wyniku np. silniejszego strumienia wody.  Płetwy w kolorze ciemnym z jasnymi obwódkami. Ogon biały, u nasady ciemny.
Na tułowiu brak linii bocznej. łuski występują wzdłuż ciała w ilości 25–27 sztuk. Płetwa odbytowa zaopatrzona jest w jeden promień twardy i 7 promieni miękkich.
Dorastają do 4 cm długości.

## Dymorfizm płciowy
Samce mniejsze z płaskim brzuchem. Pierwszy jasny pas występujący przy nasadzie głowy ma kolor żółtej plamy, u samiczek jest on ciemniejszy. Samiczki nieco większe, brzuch zaokrąglony.

## Warunki w akwarium
| Zalecane warunki w akwarium | Zalecane warunki w akwarium |
| --------------------------- | --------------------------- |
| Zbiornik                    | mały (10-15 l)              |
| Temperatura wody            | 26-30 °C                    |
| Twardość wody               |                             |
| Skala pH                    |                             |
| pokarm                      | żywy                        |

Hodowla tego gatunku wymaga dodawania do wody soli kuchennej (1-3 łyżki). Z tego powodu należy trzymać je w akwarium o środowisku morskim. W wodzie słodkiej u tych ryb występuje podatność na zachorowalność.  Choroby te wywoływane są przez pierwotniaki. Ryby mogą gubić płetwy powodując wczesną swą śmierć.
Ryba ciepłolubna, źle się czuje w wodzie poniżej 200 lub powyżej 350. Wskazana czasowa zmiana wysokości temperatur, szczególnie w nocy. W akwarium ryba potrafi dzięki zrośniętej płetwie brzusznej przytrzymać się w dziwacznych pozach ciała.
W małym stadku (5–6 sztuk) czuje się pewniej. Z czasem wśród samców ukazuje się terytorialność do „rewirów”, które bronią przed innymi samcami. Na dnie wyłożonym żwirkiem wymagane jest rozmieszczenie kryjówek dla ryb w postaci grot z kamieni, korzeni czy też odwróconych doniczek, łupiny (np. orzecha kokosowego), a nawet opuszczone skorupy większych ślimaków. Samica pływa „bezkarnie”, zbyt napastowana unika jego terenu.
Na wystrój roślinny nadają się m.in.: mikrozorium oskrzydlone.

## Pokarm
Żywy, wazonkowce, rurecznik i drobne robaki, suchego nie tolerują, z "przymusu" potrafią go zjeść.

## Tarło
Przebiega w ukryciu. Dla wychowu należy temperaturę podnieść o 2–3 stopnie. Na okres godowy i podczas tarła żółta plama samców ulega zanikowi, pasy ciemne zmieniają się na bardziej jaskrawe przybierając kolor szaropomarańczowy zlewający się z tłem ciała. U samicy przed złożeniem ikry uwidacznia się małe podkładełko. Białawe jajeczka umieszczane są w ukryciu, na ścianie groty, łupiny, czy skorupy ślimaka. Przyczepiona tam ikra zawisa na małej krótkiej nóżce kołysząc się wraz z ruchem wody.
Jak na wielkość tej ryby jest ona dość płodna (do 300 ziaren). Bezpośrednią opiekę nad ikrą sprawuje samiec. Dla bezpieczeństwa innych ryb jak i samej samicy dobrze jest odizolować pozostałe ryby. Można też przełożyć samca z ikrą do osobnego zbiornika.
Rozwój jaj trwa kilka dni. Po wykluciu się narybku należy samca wyłowić gdyż może go zjeść. Wylęgły narybek przez pierwsze 2 dni jest „zawieszony” pod powierzchnią wody, następnie po zużyciu zawartości woreczka żółtkowego zaczyna poszukiwać pożywienia.  Ich pierwszym pożywieniem są larwy słonaczka (solowca).
Po upływie miesiąca młode uzyskują poprzeczna pasy, wybarwiają się po ok. 7 tygodniach.